# Manduri
Manduri – miasto i gmina w Brazylii, w stanie São Paulo. Znajduje się w mezoregionie Assis i mikroregionie Ourinhos.